# Megumi Ogata
Megumi Ogata (緒方 恵美 Ogata Megumi?,  Chiyoda, Tokio, 6 de junio de 1965) es una actriz, seiyū y cantante japonesa. Debutó en 1992 con la serie de anime Yū Yū Hakusho y su carrera como seiyū ha estado muy ligada a su carrera como cantante.
Algunos de sus roles más destacados incluyen el de Makoto Naegi y Nagito Komaeda en Danganronpa, Sailor Uranus en Sailor Moon, Kurama en Yū Yū Hakusho, Tier Halibel en Bleach, Shinji Ikari en Neon Genesis Evangelion, Yugi Mutou y Yami Yugi en Yu-Gi-Oh!, Yukito Tsukishiro en Cardcaptor Sakura Hanako, Tsukasa en Jibaku Shōnen Hanako-kun y Yuta Okkotsu en Jujutsu Kaisen.
Como cantante, actualmente está representada por Lantis y actúa bajo el pseudónimo de em:óu.

## Biografía
Ogata nació y creció en una familia de seis, incluidos sus padres, abuela y dos hermanos menores, y su lugar de nacimiento fue en Akihabara. Influenciada por sus padres, que eran buenos en la música, comenzó a tocar el piano a la edad de tres años, y también aprendió ballet y danza japonesa. Después de asistir a la Escuela Primaria Chiyoda Ward Horin (actualmente Escuela Primaria Shohei), ingresó a la Escuela Secundaria Junior de Niñas Toho y se graduó de la misma escuela secundaria. Comenzó a amar la música occidental cuando era estudiante y continúa con sus actividades musicales de aficionado, como copia de oído, composición de canciones y trabajo de canto a tiempo parcial . Por otro lado, admiraba en secreto la industria de la actuación, por lo que aspiraba a ser actor en serio desde la escuela secundaria.
Después de eso, pasó al Departamento de Oceanografía de la Universidad de Tokai, pero lo abandonó después de un año y volvió a ingresar al departamento musical de la Escuela de Música Seisen de Tokio (más tarde Academia de Música Showa). Después de graduarse de la misma escuela, se unió a la compañía teatral "Neverland Musical Community" y apareció en musicales comerciales como actriz musical mientras actuaba con la compañía teatral. Después de la disolución de la compañía de teatro, el productor en ese momento dijo: "Cuando te paras en el escenario como un niño, eres muy hermoso. ¿Por qué no pruebas la actuación de voz? 
A la edad de 24 años, Ogata comenzó a trabajar como actriz de musicales, asistiendo a las mismas clases junto a Rumi Kasahara y Shiho Niiyama. Solía estar afiliada a Aoni Production. Debido a su voz grave, a menudo se la encasilla como hombres y niños jóvenes o mujeres poco femeninas (un ejemplo famoso de esto es Sailor Uranus, un popular personaje de Sailor Moon, conocida por ser una marimacho encantadora en su forma civil). También es por esto que los fanáticos a veces se refieren a ella como "Aniki" ("Gran Hermano" en japonés, generalmente usado en pandillas). Se casó por segunda vez el 1 de abril de 2004 y apareció con Ichirō Mizuki en la segunda maratón de canciones de anime de NHK el 30 de abril.

## Filmografía

### Anime
1992
- Yū Yū Hakusho como Kurama, Minamino Shūichi, madre de Masaru

1993
- Ghost Sweeper Mikami como Madre de Yokoshima, fantasma, Headmaster (joven)
- Pretty Soldier Sailor Moon R como Vampire, Seirēn, Petz
- Dragon Ball Z como Abuela
- Jungle King Tar-chan como Cima Marceau
- Slam Dunk como Takenori Akagi (joven)

1994
- Captain Tsubasa J como Jun Misugi (joven)
- Magic Knight Rayearth como Emeraude, Eagle Vision
- Yamato Takeru como Roka
- Doraemon como Naoko, niño
- Rai Ryuga Thunder Jet como Hiryu
- Red Baron como Soleil
- Pretty Soldier Sailor Moon S como Haruka Ten'ō/Sailor Uranus

1995
- Neon Genesis Evangelion como Shinji Ikari[3]
- Pretty Soldier Sailor Moon SuperS como Haruka Tenoh/Sailor Uranus
- Sorcerer Hunters como Mille Feuille
- Kishin Dōji Zenki como Anju, Akira Gouki

1996
- Detective Conan como Ayako Nagai
- B't X como Karen
- Alice in Cyberland como Charlie
- Pretty Soldier Sailor Moon Sailor Stars como Haruka Tenoh/Sailor Uranus
- Violinist of Hameln como Sizer

1997
- Virus Buster Serge como León
- Vampire Princess Miyu como Reiha, Matsukaze
- Clamp Gakuen Tanteidan como Akira Kisaragi

1998
- Cardcaptor Sakura como Yukito Tsukishiro / Yue
- Devilman Lady como Aoi Kurosaki
- Maico 2010 como Ryoko Masudamasu
- Flame of Recca como Aki
- Yu-Gi-Oh! como Yugi Mutou

1999
- Jibaku-kun como Dead
- Gokudō-kun Man'yūki como Miroku
- Great Teacher Onizuka como Juria Murai
- Hōshin Engi como Fugen Shinjin
- Neo Ranga como Myō Ōmori
- Karakurizōshi Ayatsuri Sakon como Sakon Tachibana
- Power Stone como WangTang

2000
- Gakkō no Kaidan como Akane

2001
- Hiwou War Chronicles como Arisaka
- Project ARMS como Al Bowen

2002
- Full Moon o Sagashite como Izumi Lio
- GetBackers como Clayman
- Hanada Shōnen Shi como Hitomi
- Samurai Deeper Kyo como Sanada Yukimura, Anayama Kosuke
- Tokyo Mew Mew como Masaya Aoyama, the Blue Knight, Deep Blue
- UFO Ultramaiden Valkyrie como Valkyrie, Valkyrie Ghost

2003
- Tantei Gakuen Q como Kyū Renjō

2004
- Black Jack como Keaton

2005
- Elemental Gelade como Rasati Tigres

2006
- Angel Heart como Yáng Fāng-Yù
- Black Jack 21 como Varios
- Majime ni Fumajime Kaiketsu Zorori como Príncipe

2007
- Kyōshirō to Towa no Sora como Waruteishia
- Bleach como Tier Halibel

2008
- Special A como Satoru Takishima

2010
- Angel Beats! como Ayato Naoi
- Super Robot Wars Original Generation: The Inspector como Lin Mao

2011
- Nichijō como Narradora
- Tamayura ~Hitotose~ como Madre de Fu

2012
- Koi to Senkyo to Chocolate como Oboro Yumeshima
- Medaka Box como Kumagawa Misogi

2013
- Danganronpa: The Animation como Makoto Naegi
- Shin Megami Tensei: Devil Survivor 2 como Child Yamato Hotsuin
- Persona 3 The Movie: Chapter 1, Spring of Birth como Ken Amada

2014
- Hitsugi no Chaika como Ricardo Gavarni
- Hamatora: The Animation como Momoka
- Tokyo ESP como Ayumu Oozora

2015
- Ansatsu Kyoshitsu como Itona Horibe

2016
- Ao no Kanata no Four Rhythm como Aoi Kagami
- Assassination Classroom 2 como Itona Horibe
- Divine Gate como Narradora
- Danganronpa 3: The End of Hope's Peak High School como Makoto Naegi, Nagito Komaeda
- Mahō Shōjo Ikusei Keikaku como Musician of the Forest, Cranberry
- Regalia: The Three Sacred Stars como Johann

2017
- Konohana Kitan como Tsubasa, Okami
- Kino no Tabi -the Beautiful World- como Sou

2018
- Cardcaptor Sakura: Clear Card como Yukito Tsukishiro, Yue
- Hakumei to Mikochi como Kobone Master
- Mahō Shōjo Ore como Ichigou Fujimoto
- Shinkansen Henkei Robo Shinkalion como Shinji Ikari.

2019
- Kengan Ashura como Ryō Inaba

2020
- Jibaku Shōnen Hanako-kun como Hanako y Tsukasa
- Akudama Drive como Doctora (医者 Isha?)

2021
- Tenkū Shinpan como Shinji Okihara
- Heion Sedai no Idaten-tachi como Easley

2022
- Kaginado Season 2 como Ayato Naoi

2023
- Kaminaki Sekai no Kamisama Katsudō como Kullen, Loki
- Houkago Shōnen Hanako-kun como Hanako y Tsukasa
- Jujutsu Kaisen (2° temporada) como Yūta Okkotsu

2024
- Shy como Muku Shintō
- Ao no Miburo como Kikuchiyo/Tokugawa Iemochi

2025
- Jibaku Shōnen Hanako-kun (2° temporada) como Hanako y Tsukasa
- Ishura Season 2 como Hiroto the Paradox
- Tōgen Anki como Principal

### OVAs
1994
- Eizou Hakusho como Kurama

1995
- Armitage III como Julian Moore
- Miyuki-chan in Wonderland como Fuyuri, To Li
- Eizou Hakusho II como Kurama
- Kodomo no Omocha como Akito Hayama
- Glass Mask como Maya Kitajima
- Rayearth como Emeraude
- Aa! Megami-sama como Keiichi Morisato (joven)
- Sorcerer Hunters como Mille feuille
- UFO Princess Valkyrie: SPECIAL - Bridal Training como Valkyrie

1996
- Apocalypse Zero como Harara Hagakure

2011
- Fate/Prototype como Rider's Master

2012
- One Off como Kageyama

2017
- Super Danganronpa 2.5: Komaeda Nagito to Sekai no Hakaisha como Nagito Komaeda

### Películas
- Detective Conan: El fantasma de Baker Street como Hideki Moroboshi
- Evangelion: Death and Rebirth como Shinji Ikari
- The End of Evangelion como Shinji Ikari
- Evangelion: 3.0+1.0 Thrice Upon a Time como Shinji Ikari
- Yū Yū Hakusho: Poltergeist Report como Kurama
- Yū Yū Hakusho: Fight For the Netherworld como Kurama
- Sailor Moon R movie como  Mamoru Chiba (joven)
- Sailor Moon S The movie como Haruka Ten'ō/Sailor Uranus
- Sailor Moon SuperS The movie como Haruka Tenō/Sailor Uranus
- Yu-Gi-Oh!: The Movie como Yūgi Mutō
- Cardcaptor Sakura: The Movie como Yukito Tsukishiro
- Cardcaptor Sakura The Movie: The Sealed Card como Yukito Tsukishiro
- Jujutsu Kaisen 0 como Yuta Okkotsu
- ¡Shazam! (Doblaje Japonés) como Billy Batson
- Digimon Adventure 02: The Beginning como Rui Owada

### Videojuegos
- Makoto Naegi - Danganronpa: Trigger Happy Havoc
- Nagito Komaeda - Super Danganronpa 2: Goodbye Despair
- Grimnir - Granblue Fantasy
- Ken Amada - Persona 3/Persona 3 FES/Persona 4 Arena Ultimax/Persona Q2/Persona 3 Dancing in Moonlight
- Sage Harupia- Megaman Zero
- Pochi — World’s End Club
- Shinji Ikari - Videojuegos de Evangelion

### CD Drama
- Rurouni Kenshin como Himura Kenshin
- Yū Yū Hakusho series como Kurama

## Premios
| Año  | Premio               | Categoría              | Resultado |
| ---- | -------------------- | ---------------------- | --------- |
| 1994 | 17° Anime Grand Prix | Actor de voz del año   | [ 4 ]     |
| 2022 | 16° Seiyū Awards     | Mejor Actriz Principal |           |